# Viitasaari
Viitasaari es una localidad finesa localizada al norte de Finlandia Central. Según el censo de 2014 tiene una población de 6.722 habitantes y una extensión de 1.589,13 km², de los cuales 340,43 km² es agua. Dentro del término municipal se encuentran 230 lagos siendo el Keitele, Kolima y Muurujärvi los más extensos.

## Demografía
| Año       | 1980 | 1985 | 1990 | 1995 | 2000 | 2005 | 2010 |
| --------- | ---- | ---- | ---- | ---- | ---- | ---- | ---- |
| Población | 8910 | 8997 | 8689 | 8347 | 7915 | 7458 | 7174 |